# Cattedra vescovile di Massimiano
La cattedra vescovile di Massimiano è un trono episcopale con struttura in legno ricoperta di placchette in avorio, probabilmente realizzato a Costantinopoli per il primo arcivescovo di Ravenna Massimiano (546-554). La ricchezza della sua decorazione e la rarità di una tale tipologia di arredamento la rendono un esemplare eccezionale di scultura paleocristiana in avorio. È conservata al Museo arcivescovile di Ravenna.

## Storia
La datazione e l'origine di questa opera sono dibattute. La sua identificazione si basa sull'interpretazione del complesso monogramma presente nel pannello centrale superiore della faccia anteriore, che dovrebbe corrispondere a MAXIMIANVS EPISCOPVS ("Massimiano vescovo"). Massimiano è il nome dell'arcivescovo di Ravenna che entrò in carica qualche tempo dopo la conquista della città da parte dell'esercito dell'imperatore Giustiniano I nel 540; fu anche patrono delle principali chiese del suo vescovado, tra cui la basilica di San Vitale, dedicata nel 546, e quella di Sant'Apollinare in Classe, dedicata nel 549. Massimiano ebbe stretti legami con la corte imperiale di Costantinopoli, come testimoniato dalla sua presenza accanto all'imperatore nel mosaico di San Vitale; per tale motivo è plausibile che la cattedra sia stata donata da Giustiniano stesso.
La funzione di questo oggetto è meno chiara di quanto suggerisca il nome: la sua struttura è infatti un po' troppo fragile per un vero e proprio trono episcopale. Un'ipotesi è che si tratti di un trono simbolico, sul quale posare i libri sacri.

## Descrizione
Si tratta di un'opera complessa, composta in origine da 26 pannelli d'avorio scolpito, appartenenti a due cicli narrativi distinti:
- i 16 pannelli dello schienale, dei quali nove sono andati perduti, furono decorati con scene della vita di Gesù, per un totale di 24 scene, dato che gli 8 pannelli superiori furono decorati su entrambe le facce.
- I dieci pannelli dei braccioli della cattedra rappresentano scene del ciclo di Giuseppe.
- La parte frontale, infine, presenta i pannelli meglio scolpiti, con i quattro evangelisti e san Giovanni Battista che tiene una raffigurazione dell'"agnello di Dio" in un medaglione.

Le differenze stilistiche tra i pannelli della parte anteriore e di quella posteriore della cattedra sono molto marcate; non si può non paragonarle a quelle che intercorrono tra il pannello centrale e quelli laterali dell'avorio Barberini.

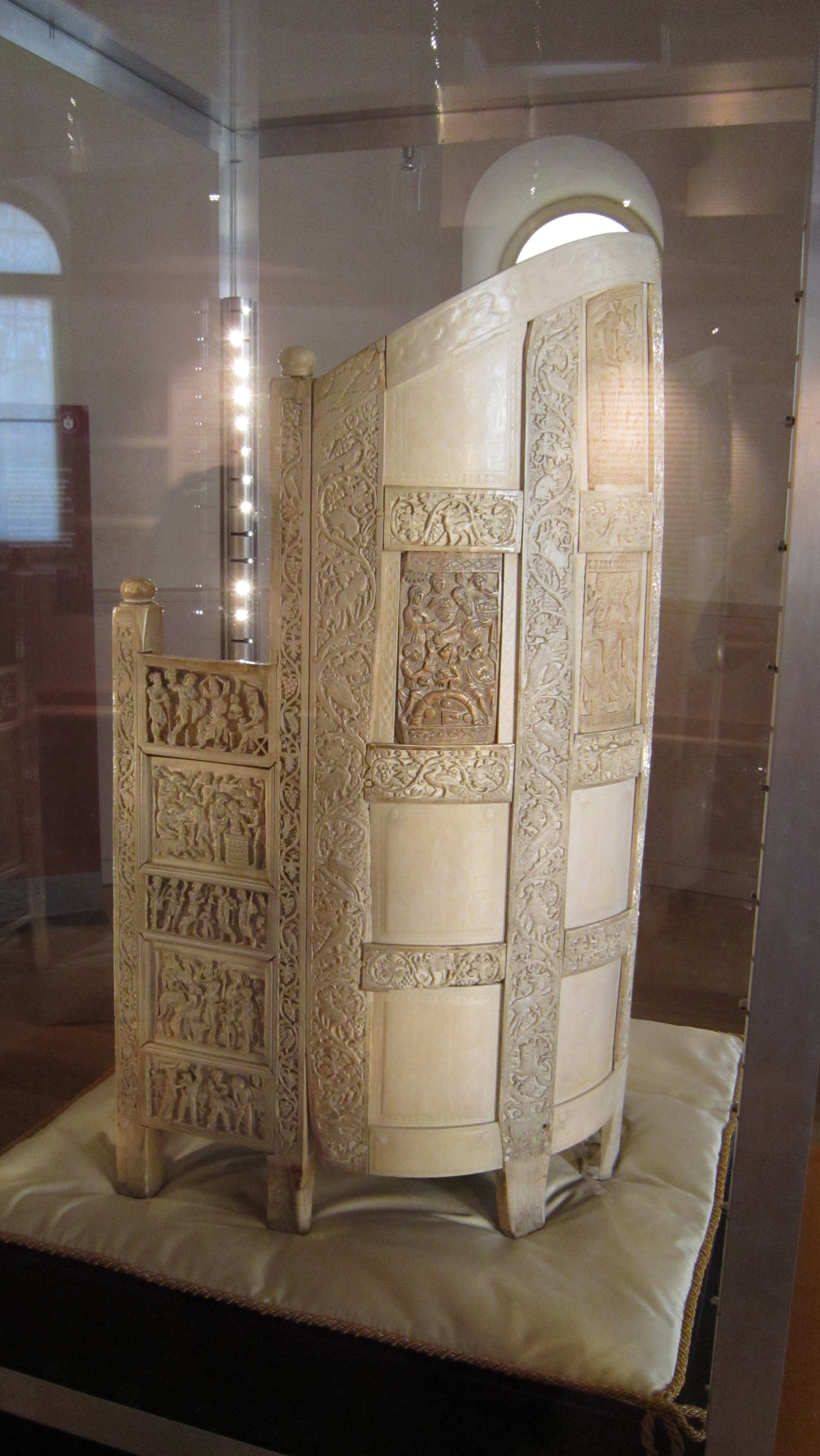
Vista laterale
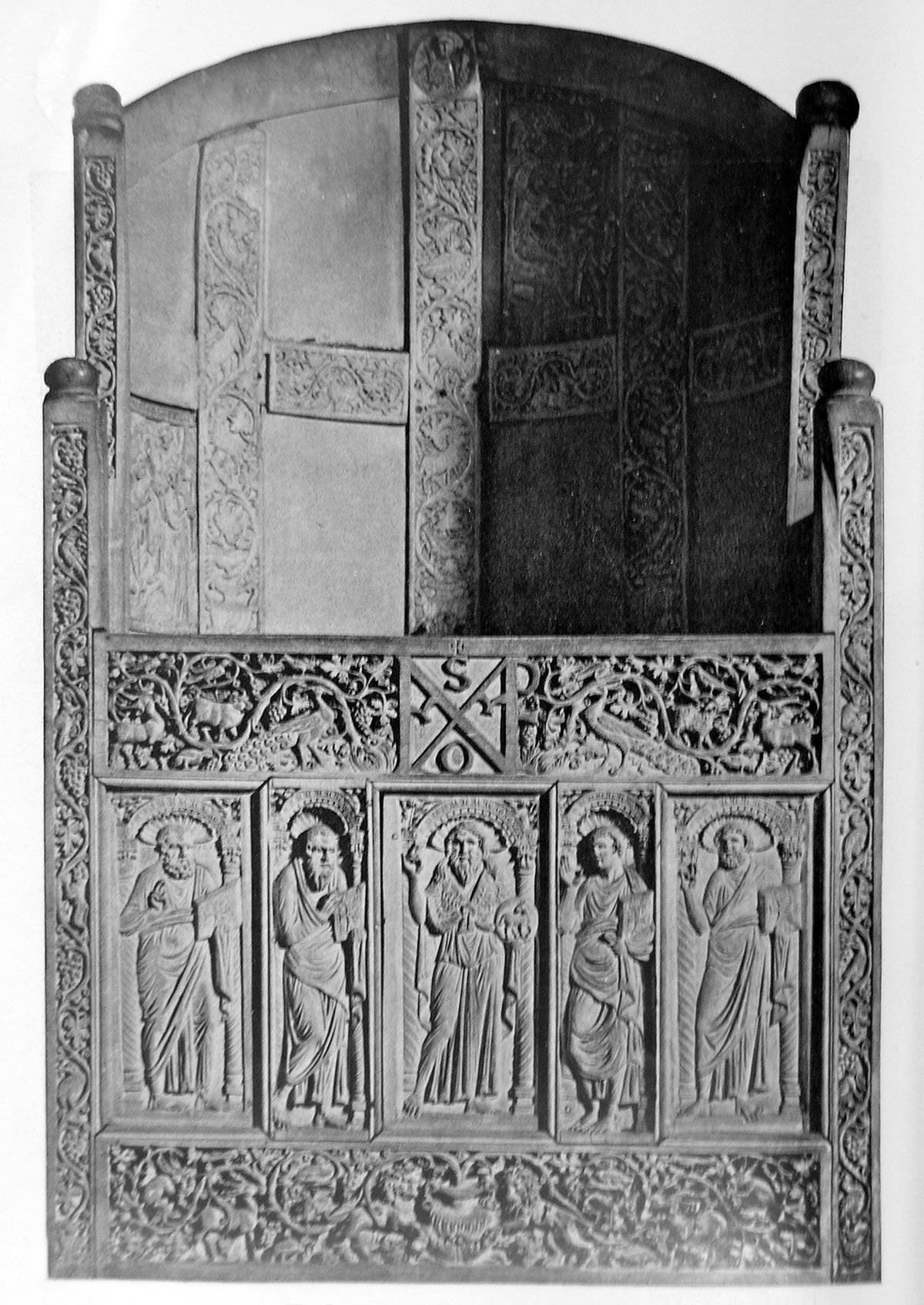
Vista frontale della cattedra, con il monogramma del vescovo
Veduta laterale
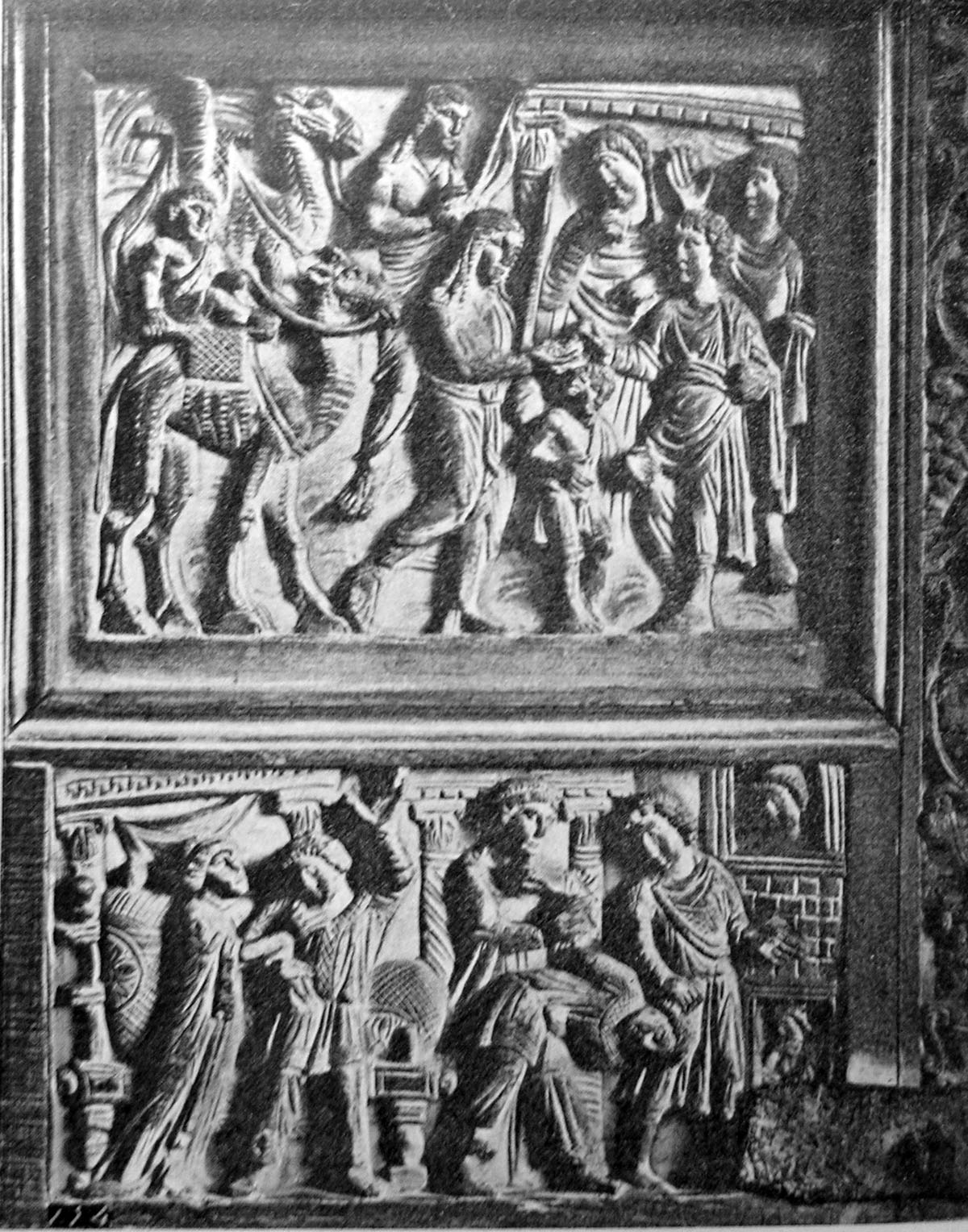
Pannello raffigurante un episodio del ciclo di Giuseppe